# عرض ذي شريح (حزم العدين)

تعديل مصدري - تعديل

عرض ذي شريح محلة تابعة لقرية المراون، التابعة لعزلة الابعون بمديرية حزم العدين إحدى مديريات محافظة إب في الجمهورية اليمنية، بلغ تعداد سكانها 24 حسب تعداد اليمن لعام 2004.